# České Vrbné
České Vrbné je bývalá obec na levém břehu Vltavy, poblíž soustavy Vrbenských rybníků. Od roku 1980 je součástí Českých Budějovic. Pro odlišení od Německého Vrbného dostala ves přídomek České.

## Historie
Archeologické výzkumy potvrzují osídlení v této lokalitě již v 1. století př. n. l.. První písemná zmínka o vsi je z roku 1367. České Vrbné bylo hospodářským zázemím blízkého města. V roce 1654 bylo ve vsi celkem 9 hospodářů, z toho 5 sedláků a 4 zahradníci. V letech 1850-1980 bylo České Vrbné samostatnou obcí, poté bylo připojeno k Českým Budějovicím, jako základní sídelní jednotka části obce České Budějovice 2.

### Název
Dříve bylo též známo jako České Vrbny nebo České Vrbno, německy Böhmisch Fellern.

## Přírodní poměry
Západně od vesnice se nachází rybniční soustava Vrbenské rybníky, jejíž část je chráněná jako přírodní rezervace. Severozápadně od vesnice leží přírodní památka Vrbenská tůň.

## Pamětihodnosti

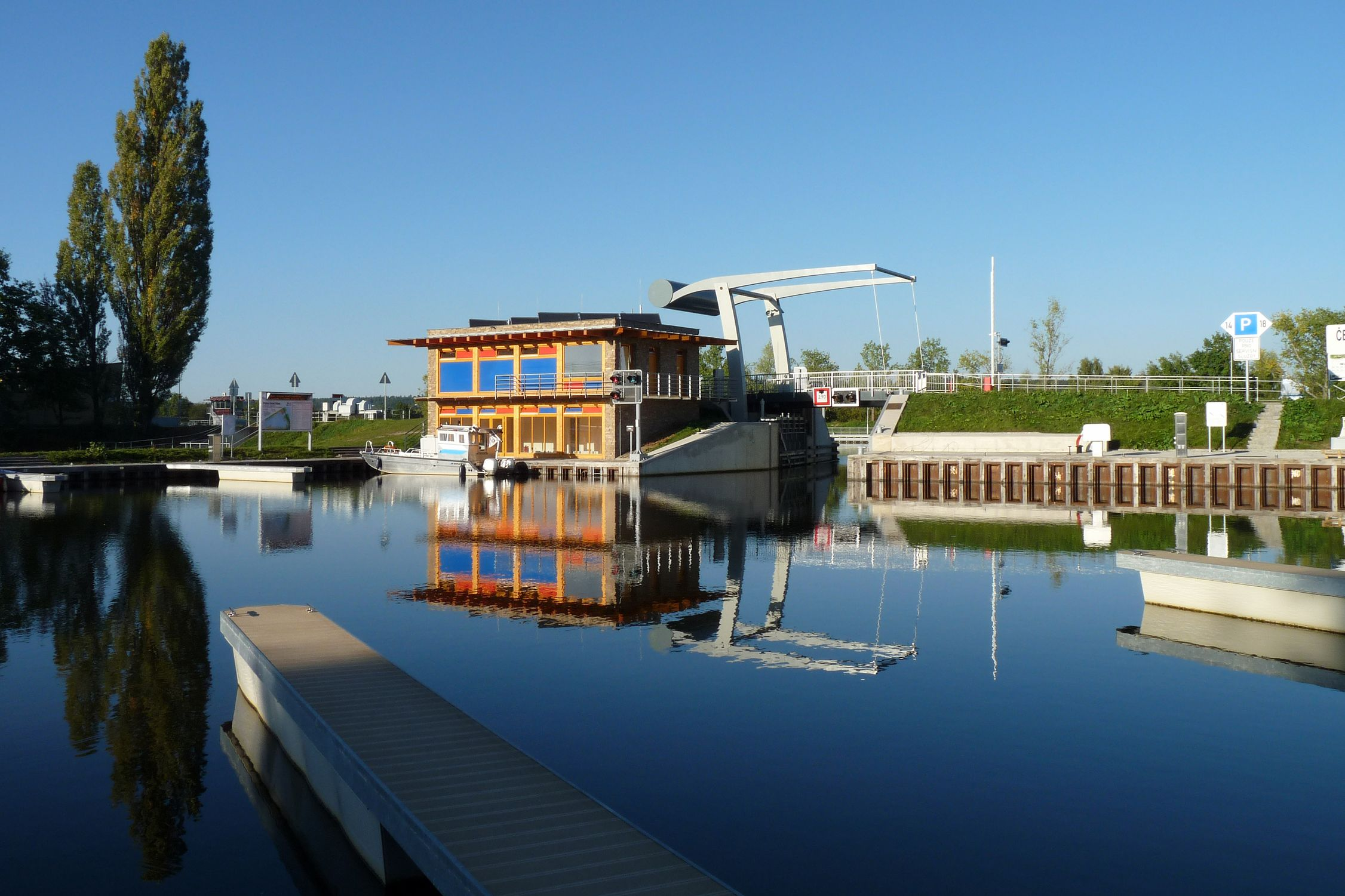
Přístav České Vrbné

V Českém Vrbném se nachází několik památkově chráněných venkovských usedlostí. Nejhodnotnější je areál usedlosti č. 1907. Na levé straně dvora stojí dům z roku 1868, v jehož štítě je kapličková nika. Průčelí světnice je rozčleněno lizénovými rámy. Naproti domu je patrová sýpka se strmou sedlovou střechou a vysokým trojúhelníkovým štítem. Mohutná kamenná stavba, která má hladkou fasádu s drobnými štěrbinovými větracími otvory může být i pozdně středověkého původu. Dvůr uzavírá zeď se segmentovou bránou a brankou.
V protější usedlosti č. 1905 stojí podobná sýpka, na které je uvedeno datum 1811, ale to se patrně vztahuje až ke klasicistní přestavbě či úpravě.
Další zástavba vsi je mladší, většinou z 2. poloviny 19. a počátku 20. století. Zcela se dochovala zástavba východní strany návsi. Dům č. 1908 je původně klasicistní, ale byl přestavěn ve 30. letech 20. století. Do dvora vede klenutá brána s brankou. Vedle je menší chalupa č. 1909, která má trojúhelníkový štít a segmentovou bránu. Další zajímavá usedlost je č. 1910, kde se zachoval dům z roku 1915, který má jednoduchou zástavbu a vysokou půdní nadezdívku. Naproti stojí patrová klasicistní sýpka s ležatými větracími otvory. Dvůr je uzavřen ohradní zdí s bránou a brankou. Sousední usedlost č. 1911 s dvěma štíty má dům datovaný z roku 1905, který má ale starší jádro.
Uprostřed návsi stojí bývalá kovárna se zvoničkou a hasičskou zbrojnicí. Severně od Vrbného se nachází mlýn přestavěný v roce 1921 na vodní elektrárnu pro potřeby českého akciového pivovaru. Poblíž se nachází vodní kanál pro vodní slalom pojmenovaný po Ludmile Polesné a nově vybudovaný přístav.
V roce 1985 byl zbořen při výstavbě silnice I/20 hostinec U ruského cara, ve kterém se v roce 1823 zastavil car Alexandr I.

## Osobnosti
- Bohumila Bloudilová, fotografka